# Société nouvelle des chemins de fer des Bouches-du-Rhône
La Société nouvelle des chemins de fer des Bouches-du-Rhône est une compagnie ferroviaire créée le 23 mars 1881, exploitant des lignes de chemins de fer d'intérêt local dans le département des Bouches-du-Rhône. Elle reprend les actifs de l'ancienne Société des chemins de fer des Bouches-du-Rhône, fondée en 1870.

## Le réseau

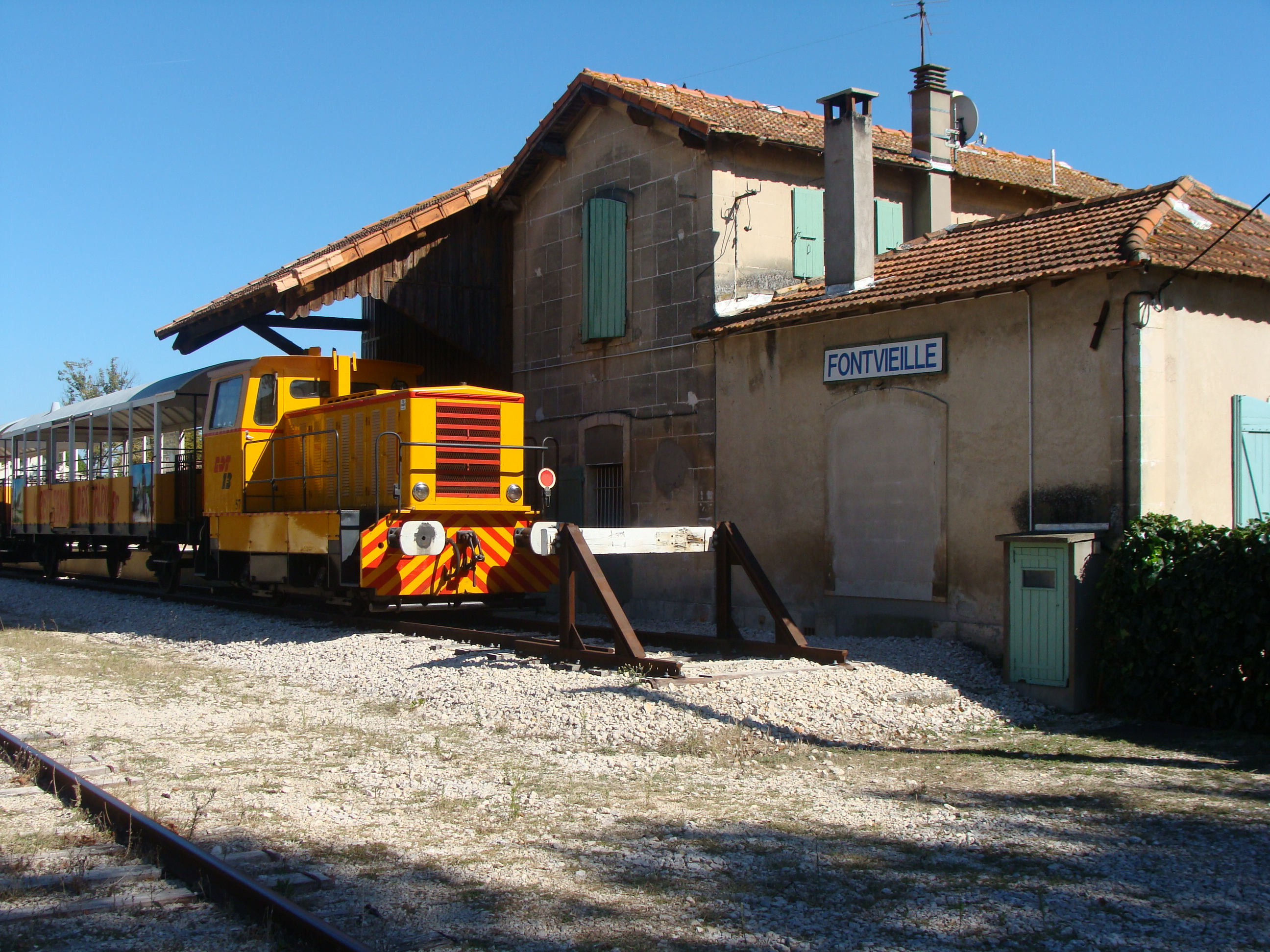
La gare de Fonvieille aujourd'hui avec le matériel de la RDT13

Le réseau comprend trois lignes déjà construites dans les années 1870,,:
- Pas-des-Lanciers - Martigues, (18,040 km), écartement standard, ouverture le 22 décembre 1872,
- Tarascon - Saint-Rémy-de-Provence, (14,600 km), écartement standard, ouverture le 25 mai 1874,
- Arles - Fontvieille, (10,700 km), écartement métrique, ouverture le 28 novembre 1875.

## Historique
Par décret national N°10 493 du 23 mars 1881, Monsieur Delamarre se voit obtenir les droits d'exploitation de trois lignes de chemin de fer d'intérêt local en Provence. Ces lignes avaient, jusqu'alors, été construites et exploitées par la Société des chemins de fer des Bouches-du-Rhône, dirigée par Monsieur Henri Michel.
En 1884, la Compagnie des chemins de fer régionaux des Bouches du Rhône construit et exploite deux lignes situées dans le prolongement de celles de la Société nouvelle : Saint-Rémy-de-Provence à Orgon et de Fontvieille à Salon-de-Provence.
En 1906, la Compagnie des chemins de fer départementaux des Bouches du Rhône rachète la Société nouvelle et la Compagnie des chemins de fer régionaux, exploitant par conséquent l'intégralité des lignes.

## Matériel roulant
- Locomotives
  - de type 030t, L.Corpet 1872, N° construction 164-167,
  - de type 030t, L.Corpet 1872, N° construction 187-188,
  - de type 020t, livrées en 1875 par la Société de Saint-Léonard à Liège, N° construction 442-443.